# Vibeke Skofterud
Vibeke Skofterud (née le 20 avril 1980 à Askim et morte le 29 juillet 2018 à Arendal) est une fondeuse norvégienne.

## Biographie

### Naissance
Vibeke Skofterud naît le 20 avril 1980.

### Carrière
Elle débute en Coupe du monde en 2000 et remporte son premier podium en épreuve individuelle (3e place) le 8 décembre 2001 à Cogne. Elle a obtenu deux titres mondiaux en relais en 2005 et 2011 et le titre olympique de 2010 dans cette épreuve.
En 2012, elle devient la première Norvégienne à gagner la Vasaloppet, en battant le record en 4 h 08 min 28 s bien qu'elle n'ait jamais couru sur de telles distances.
Elle fait l'impasse sur la saison 2014-2015 pour cause de blessures.

### Mort
Elle meurt le 29 juillet 2018 à l'âge de 38 ans à la suite d'un accident de motomarine sur l'île de Sainte-Hélène à Arendal,.

## Palmarès

### Jeux olympiques
| Épreuve / Édition         | Épreuve / Édition                | Salt Lake City 2002              | Vancouver 2010                   |
| Poursuite                 |                                  |                                  |                                  |
| 10 km                     | 28e                              | Épreuve inexistante à cette date |                                  |
| 15 km                     | Épreuve inexistante à cette date | abandon                          |                                  |
| Sprint individuel         | Sprint individuel                | 21e                              | —                                |
| Sprint par équipe         | Sprint par équipe                | Épreuve inexistante à cette date | —                                |
| 10 km                     |                                  |                                  |                                  |
| Classique                 | —                                | Épreuve inexistante à cette date |                                  |
| Libre                     | Épreuve inexistante à cette date | 22e                              |                                  |
| 15 km libre départ groupé | 15 km libre départ groupé        | 28e                              | Épreuve inexistante à cette date |
| 30 km                     |                                  |                                  |                                  |
| Classique                 | 8e                               | Épreuve inexistante à cette date |                                  |
| Classique départ groupé   | Épreuve inexistante à cette date | —                                |                                  |
| Relais 4 × 5 km           | Relais 4 × 5 km                  | —                                | Or                               |

### Championnats du monde
| Épreuve / Édition                         | Épreuve / Édition                         | Lathi 2001 | Val di Fiemme 2003 | Oberstdorf 2005 | Sapporo 2007 | Oslo 2011 |
| 10 km                                     | Classique                                 |            | 22e                |                 |              | 9e        |
| 10 km                                     | Libre                                     |            |                    |                 | 21e          |           |
| 10 km                                     | Poursuite                                 | 36e        |                    |                 |              |           |
| Sprint                                    | Sprint                                    | 16e        |                    | 37e             | 33e          |           |
| 15 km                                     | 15 km                                     |            |                    |                 | 13e          |           |
| 30 km classique                           | 30 km classique                           |            |                    |                 | 17e          |           |
| Poursuite 5 km classique + 5 km libre     | Poursuite 5 km classique + 5 km libre     |            | 13e                |                 |              |           |
| Poursuite 7,5 km classique + 7,5 km libre | Poursuite 7,5 km classique + 7,5 km libre |            |                    | 15e             |              |           |
| Relais 4 × 5 km                           | Relais 4 × 5 km                           |            | Argent             | Or              | Bronze       | Or        |

### Coupe du monde
- Meilleur classement général : 11e en 2012.
  - Meilleur classement en distance : 6e en 2012.
- 35 podiums : 
  - 12 podiums en épreuve individuelle.
  - 23 podiums par équipes, dont 17 victoires.

#### Différents classements en Coupe du monde
| Année     | Classement général final | Classement distance | Classement sprint |
| 1999-2000 | 83e                      |                     | 58e               |
| 2000-2001 | 43e                      |                     | 28e               |
| 2001-2002 | 11e                      |                     | 14e               |
| 2002-2003 | 21e                      |                     | 13e               |
| 2003-2004 | 13e                      | 13e                 | 27e               |
| 2004-2005 | 28e                      | 23e                 | 30e               |
| 2005-2006 | 43e                      | 31e                 | 69e               |
| 2006-2007 | 15e                      | 11e                 | 75e               |
| 2007-2008 | 30e                      | 20e                 | 79e               |
| 2008-2009 | 57e                      | 37e                 |                   |
| 2009-2010 | 18e                      | 12e                 | 59e               |
| 2010-2011 | 21e                      | 17e                 | 51e               |
| 2011-2012 | 11e                      | 6e                  | 33e               |
| 2012-2013 | 23e                      | 18e                 |                   |
| 2013-2014 | 56e                      | 33e                 |                   |